# Masdevallia phacopsis
Masdevallia phacopsis är en orkidéart som beskrevs av Carlyle August Luer och Stig Dalström. Masdevallia phacopsis ingår i släktet Masdevallia och familjen orkidéer.
Artens utbredningsområde är Bolivia. Inga underarter finns listade i Catalogue of Life.